# 熊切圭介
熊切圭介（日语：／ Kumakiri Keisuke */?，1934年9月24日—2020年11月27日），日本摄影家。

## 生平
1934年生于東京府下谷西町。1958年毕业于日本大学艺术学部摄影专业，曾师从丹野章。1961年以记录名張毒葡萄酒事件受害者的“没有母亲的新入生”获讲谈社摄影奖。2015年5月当选日本写真家协会会长。2020年11月27日因误咽性肺炎逝世。